# (5422) Hodgkin
(5422) Hodgkin ist ein Asteroid des äußeren Hauptgürtels, der von der sowjetischen Astronomin Ljudmyla Karatschkina am 23. Dezember 1982 am Krim-Observatorium in Nautschnyj (IAU-Code 095) entdeckt wurde. Sichtungen des Asteroiden hatte es vorher schon mehrere gegeben: am 4. Dezember 1956 (1956 XS) am Goethe-Link-Observatorium in Indiana, am 15. September 1966 (1966 RK) am Krim-Observatorium in Nautschnyj und am 16. September 1976 (1976 RH10) am argentinischen Felix-Aguilar-Observatorium.
Nach der SMASS-Klassifikation (Small Main-Belt Asteroid Spectroscopic Survey) wurde bei einer spektroskopischen Untersuchung von Gianluca Masi, Sergio Foglia und Richard P. Binzel bei (5422) Hodgkin von einer dunklen Oberfläche ausgegangen, es könnte sich also, grob gesehen, um einen C-Asteroiden handeln.
Der Asteroid wurde am 1. September 1993 nach Dorothy Crowfoot Hodgkin benannt, einer britischen Biochemikerin, die für ihre Analyse der Struktur des Vitamins B12 mit Röntgenstrahlen 1964 den Nobelpreis für Chemie erhielt.